# Kanton Sainte-Anne-2
Kanton Sainte-Anne-2 is een voormalig kanton van het Franse departement Guadeloupe. Kanton Sainte-Anne-2 maakte deel uit van het arrondissement Pointe-à-Pitre en telde 11.536 inwoners (2007).
In 2015 werd het kanton Sainte-Anne-1 en kanton Sainte-Anne-2 verdeeld in kanton Saint-François en kanton Sainte-Anne.

## Gemeenten
Het kanton Sainte-Anne-2 omvatte de volgende gemeente:
- Sainte-Anne (deels)